# Försäkrings AB Norden
Försäkrings AB Norden var ett svenskt försäkringsbolag, grundat 1888 som Olycksfallsförsäkrings AB Norden. Huvudkontoret låg i Stockholm.
Bolaget köptes 1927 upp av Skandia.